# Steuben (Maine)
Steuben es un pueblo ubicado en el condado de Washington en el estado estadounidense de Maine. En el Censo de 2010 tenía una población de 1.131 habitantes y una densidad poblacional de 7,01 personas por km².

## Geografía
Steuben se encuentra ubicado en las coordenadas 44°28′56″N 67°56′20″O / 44.48222, -67.93889. Según la Oficina del Censo de los Estados Unidos, Steuben tiene una superficie total de 161.33 km², de la cual 111.43 km² corresponden a tierra firme y (30.93%) 49.89 km² es agua.

## Demografía
Según el censo de 2010, había 1.131 personas residiendo en Steuben. La densidad de población era de 7,01 hab./km². De los 1.131 habitantes, Steuben estaba compuesto por el 95.14% blancos, el 0.53% eran afroamericanos, el 1.59% eran amerindios, el 0.09% eran asiáticos, el 0% eran isleños del Pacífico, el 1.24% eran de otras razas y el 1.41% pertenecían a dos o más razas. Del total de la población el 2.3% eran hispanos o latinos de cualquier raza.